# Lekkoatletyka na Letnich Igrzyskach Paraolimpijskich 2012 – 800 metrów T46 mężczyzn
W biegu na 800 metrów kl. T46 mężczyzn podczas Letnich Igrzysk Paraolimpijskich 2012 rywalizowało ze sobą 19 zawodników. W konkursie udział wzięli sportowcy z jedną ręką amputowaną powyżej łokcia.

## Wyniki

### Eliminacje
Bieg 1
| Poz. | Zawodnik              | Narodowość        | Rezultat | Uwagi |
| ---- | --------------------- | ----------------- | -------- | ----- |
| 1    | Günther Matzinger     | Austria           | 1:55,33  | Q     |
| 2    | Samir Nouioua         | Algieria          | 1:55,38  | Q     |
| 3    | Abraham Tarbei        | Kenia             | 1:55,39  | Q     |
| 4    | Jonah Kipkemoi Chesum | Kenia             | 1:55,51  | q     |
| 5    | Abdelhadi El Harti    | Maroko            | 1:56,62  | q     |
| 6    | Tesfalem Gebru Kebede | Etiopia           | 1:57,22  |       |
| 7    | Matthew Silcocks      | Australia         | 1:58,51  |       |
| 8    | Cahit Kilicaslan      | Turcja            | 1:59,14  |       |
| 9    | Chris Hammer          | Stany Zjednoczone | 2:04,68  |       |

Bieg 2
| Poz. | Zawodnik           | Narodowość | Rezultat | Uwagi |
| ---- | ------------------ | ---------- | -------- | ----- |
| 1    | Mohamed Fouzai     | Tunezja    | 1:58,08  | Q     |
| 2    | Hermas Muvunyi     | Rwanda     | 1:58,18  | Q     |
| 3    | Stanley Cheruiyot  | Kenia      | 1:59,23  | Q     |
| 4    | Kiross Tekle Redae | Etiopia    | 1:59,95  |       |
| 5    | Aleksiej Kotłow    | Rosja      | 2:00,21  |       |
| 6    | Remy Nikobimeze    | Burundi    | 2:00,25  |       |
| 7    | Marcin Awiżeń      | Polska     | 2:01,32  |       |
| 8    | Davide Dalla Palma | Włochy     | 2:02,24  |       |
| 9    | Samuel Colmenares  | Wenezuela  | 2:05,40  |       |
|      | Michael Roeger     | Australia  | DNF      |       |

### Finał
| Poz. | Zawodnik              | Narodowość | Rezultat | Uwagi |
| ---- | --------------------- | ---------- | -------- | ----- |
| 1    | Günther Matzinger     | Austria    | 1:51,82  | WR    |
| 2    | Samir Nouioua         | Algieria   | 1:52,33  |       |
| 3    | Abraham Tarbei        | Kenia      | 1:53,03  |       |
| 4    | Mohamed Fouzai        | Tunezja    | 1:54,94  |       |
| 5    | Abdelhadi El Harti    | Maroko     | 1:56,19  |       |
| 6    | Jonah Kipkemoi Chesum | Kenia      | 1:56,57  |       |
| 7    | Stanley Cheruiyot     | Kenia      | 2:03,78  |       |
|      | Hermas Muvunyi        | Rwanda     | DQ       |       |